# Ianhedgea
Ianhedgea, monotipski biljni rod iz porodice kupusovki (krstašica). Jedini predstavnik je I. minutiflora koja se javlja u dvije podvrste, a nekada je uključivana u danas nepriznati rod Microsisymbrium O.E. Schulz.
Ianhedgea je raširena po nemkoliko azijskih zemalja.

## Podvrste
- Ianhedgea minutiflora subsp. brevipedicellata (Hedge) Al-Shehbaz & O'Kane
- Ianhedgea minutiflora subsp. minutiflora